# Colaboraționism
Colaboraționismul este atitudinea de cooperare cu forțele de ocupație ale unei țări străine. Din punct de vedere legal, colaboraționismul poate fi considerat o formă de trădare. Colaboraționismul poate fi asociat cu faptele criminale în favoarea unei puteri ocupante, care pot include: complicitatea cu ocupantul în persecutarea cetățenilor proprii, jaful și exploatarea economică sau participarea la un guvern marionetă. 

## Etimologie
Termenul „colaboraționism” provine din franceză din anul 1802, din perioada războaielor napoleoniene, când collaborateur erau numiți contrabandiștii care comercializau mărfuri britanice și îi ajutau pe monarhiști să fugă din țară. Colaboraționismul în sens de „cooperare perfidă cu inamicul” datează din 1940, termenul referindu-se la început la guvernul de la Vichy și la cei care îi ajutau pe naziști, după înfrângerea Franței în faza inițială a celei de-a doua conflagrații mondiale

## Istoric
În franceză există o distincție între „collaborateur” și „collaborationist”. Dacă în cazul „colaboraționismului” termenul se folosește pentru descrierea indivizilor care s-au înrolat în partidele pronaziste, de cele mai multe ori cu sediile în Paris și care credeau cu tărie în fascism, „colaboratorul” era o persoană care a acceptat să coopereze din motive pragmatice, așa cum ar fi prevenirea distrugerii infrastructurii folosite de puterile de ocupație, sau care cooperează din motive personale, și care nu credea în mod necesar în fascism. Astfel, francezii îi consideră pe Pierre Laval sau René Bousquet doar „colaboratori”, nu și „colaboraționiști”. 
Cercetări de dată recentă ale istoricului britanic Simon Kitson au demonstrat că autoritățile franceze nu au așteptat eliberarea pentru a începe urmărirea colaboraționiștilor. Guvernul de la Vichy, implicat din plin în colaborarea cu Germania nazistă, a arestat aproximativ 2.000 de persoane pentru transmiterea de informații către germani. Motivul poate să fi fost dorința guvernului de păstrare a monopolului relațiilor franco-germane și păstrarea unor poziții privilegiate de pe care să poată negocia cu Berlinul.
Conotația negativă a termenului este folosită și pentru desemnarea germanilor și instituțiilor germane care au cooperat cu regimul nazist, deși în cazul lor nu este vorba de o forță străină de ocupație. Folosirea termenului a fost extinsă mai apoi asupra persoanelor care au sprijinit regimurile dictatoriale din propria țară, chiar și atunci când nu au fost implicate forțe străine de ocupație. 
În Europa Răsăriteană ocupată de Uniunea Sovietică după încheierea luptelor celui de-al Doilea Război Mondial au existat instituții și persoane care au colaborat cu forțele de ocupație sovietică până la prăbușirea regimurilor comuniste din 1989 – 1990. 
Alte exemple mai recente de colaborare pot fi cele ale persoanelor și instituțiilor din Afganistan care au colaborat cu sovieticii până în 1989 și persoanele din Irak și Afganistan care continuă să coopereze cu forțele americane. 

## Colaboraționismul palestinienilor
În societatea palestiniană, colaborarea cu Israelul este considerată o crimă gravă și o rușine socială greu de îndurat. Suspecții de colaborare cu israelienii sunt deseori executați sumar. Mai înainte de 2009, sute de suspecți de colaborare cu israelienii au fost uciși de conaționali. În plus, în perioada 2007 – 2009, aproximativ 30 de palestinieni au fost condamanți la moarte în urma unor procese legate de crime de colaborare, totuși, nicio sentință nu a fost aplicată.
În iunie 2009, Raed Sualha, un băiat palestinian de 15 ani, a fost torturat și spânzurat de membrii propriei familii, fiind suspectat de colaborare cu Israelul. Autoritățile palestiniene au lansat o investigație oficială și i-au arestat pe cei vinovați de moartea tânărului. Un purtător de cuvânt al poliției palestiniene a declarat că este foarte puțin probabil ca un băiat atât de tânăr să fi fost recrutat de israelieni pe post de informator.
În timpul răscoalei arabilor din 1936 împotriva Mandatul britanic pentru Palestina, numeroși dintre cei câteva mii de arabi uciși au fost acuzați de colaborare cu evreii. Printre cei acuzați s-au numărat persoane care aveau contacte normale cu evreii, precum înțelepții satului, profesorii, studenții, lucrătorii agricoli, asistentele medicale sau afaceriștii. Aceste evenimente nu doar că au întrerupt contactele arabo-evreiești, dar i-au forțat pe evrei să preia sarcinile și muncile pe care nu le-au mai făcut arabii, precum munca în agricultură, munca pe docurile din Haifa sau negustoria.